# Jedenáctá noc

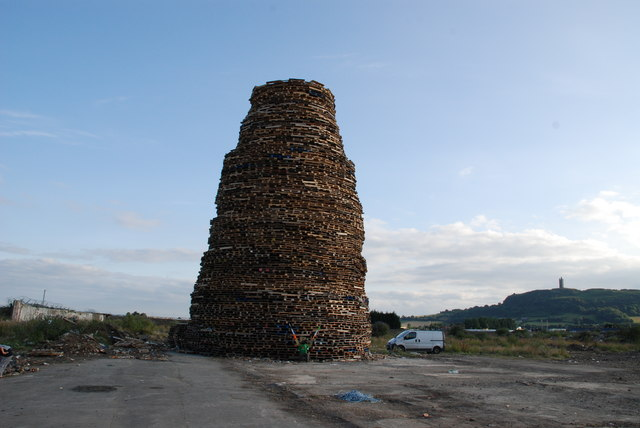
Typická loajalistická vatra připravená na 11. noc v Newtownards, 2009

Jedenáctá noc (11th Night) je v Severním Irsku známá také jako noc ohňů. Jedná se o noc před Dnem oranžistů, oslavou ulsterských protestantů, která připadá na den vítězství Bitvy u Boyne 12. července. V tuto noc se v protestantských čtvrtích zapalují vysoké ohně, které jsou často doprovázeny pouličními večírky a pochodovým kapelami. Ohně jsou většinou vyrobeny z dřevěných palet a nasbíraného dřeva. Původně oslavovali vítězství v tzv. válce dvou králů v 90. letech 17. století, které zahájilo protestantskou nadvládu v Irsku a které protestantská komunita dodnes oslavuje. Události této noci jsou často odsuzovány jako projev sektářství nebo etnické nenávisti vůči irským katolíkům, irským nacionalistům a Irům obecně. Jeho projevy jsou například pálení irských trikolór nebo způsobené škody na majetku a znečištění. Některé akce této noci jsou kontrolovány loajálními paramilitárními skupinami a úřady mohou být opatrné, pokud jde o podnikání kroků proti neoficiálně zapáleným ohňům. V roce 2021 bylo zapáleno přibližně 250 ohňů.

## Počátky a průběh
Stejně jako Večer tříkrálový, i ohně Jedenácté noci oslavují Slavnou revoluci (1688) a vítězství protestantského krále Viléma Oranžského nad katolickým králem Jakubem II. během viliamo-jakubitské války (1689–1691), která zahájila protestantskou nadvládu v Irsku. Když král Vilém v roce 1690 přistál v Carrickfergusu, jeho příznivci v Ulsteru, severní provincii Irska, zapálili na oslavu ohně. Existuje také přesvědčení, že ohně připomínají zapalování ohňů na kopcích hrabství Antrim a Down, které pomáhají lodím příznivců krále Viléma proplouvat Belfastským zálivem v noci.
Katolíci i protestanti v Ulsteru tradičně zapalovali ohně v období letního slunovratu, prvního máje (svátek Bealtaine) a v době Halloweenu (Samhain), tyto ohně však nebyly součástí sektářské tradice. V 18. století se také stalo tradicí, že ulsterští protestanti zapalovali 11. července ohně na památku vítězství viliamitů a že katolíci 14. srpna zapalovali ohně na památku svátku Nanebevzetí Panny Marie.
Ohně na Jedenáctou noc staví převážně z dřevěných palet a řeziva místní mladí muži a chlapci. Začínají shromažďovat a stohovat materiál týdny předem a často přes noc hlídají místo ohně, aby se ujistili, že ho „sabotéři předčasně nezapálí“. Komunitní skupiny zapalující ohně shromažďují finanční prostředky na zaplacení dřeva a někdy i jeřábů, zatímco některé okresní rady poskytují financování také prostřednictvím kulturních grantů. Historicky byly ohně menší a početnější, ale postupem času se komunity spojily, aby konsolidovaly zdroje a stavěly mnohem větší ohně, často kvůli nedostatku prostoru. Zapálení ohně je obvykle doprovázeno velkou pouliční slavností a pochodující kapelou loajalistů.

## Problémy

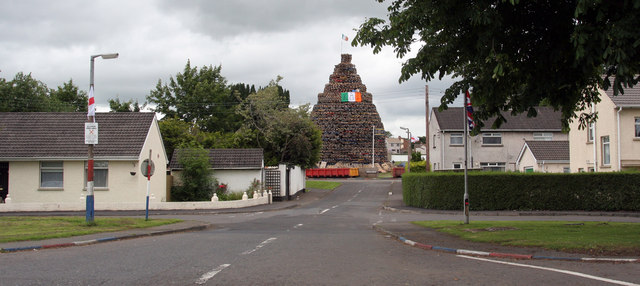
Mohyla v Ballycraigy, v hrabství Antrim. Irské trikolóry byly vztyčeny na vrcholu ohně a jsou určeny ke spálení. Ulsterský prapor a britská vlajka vlají na pouličních lampách v popředí

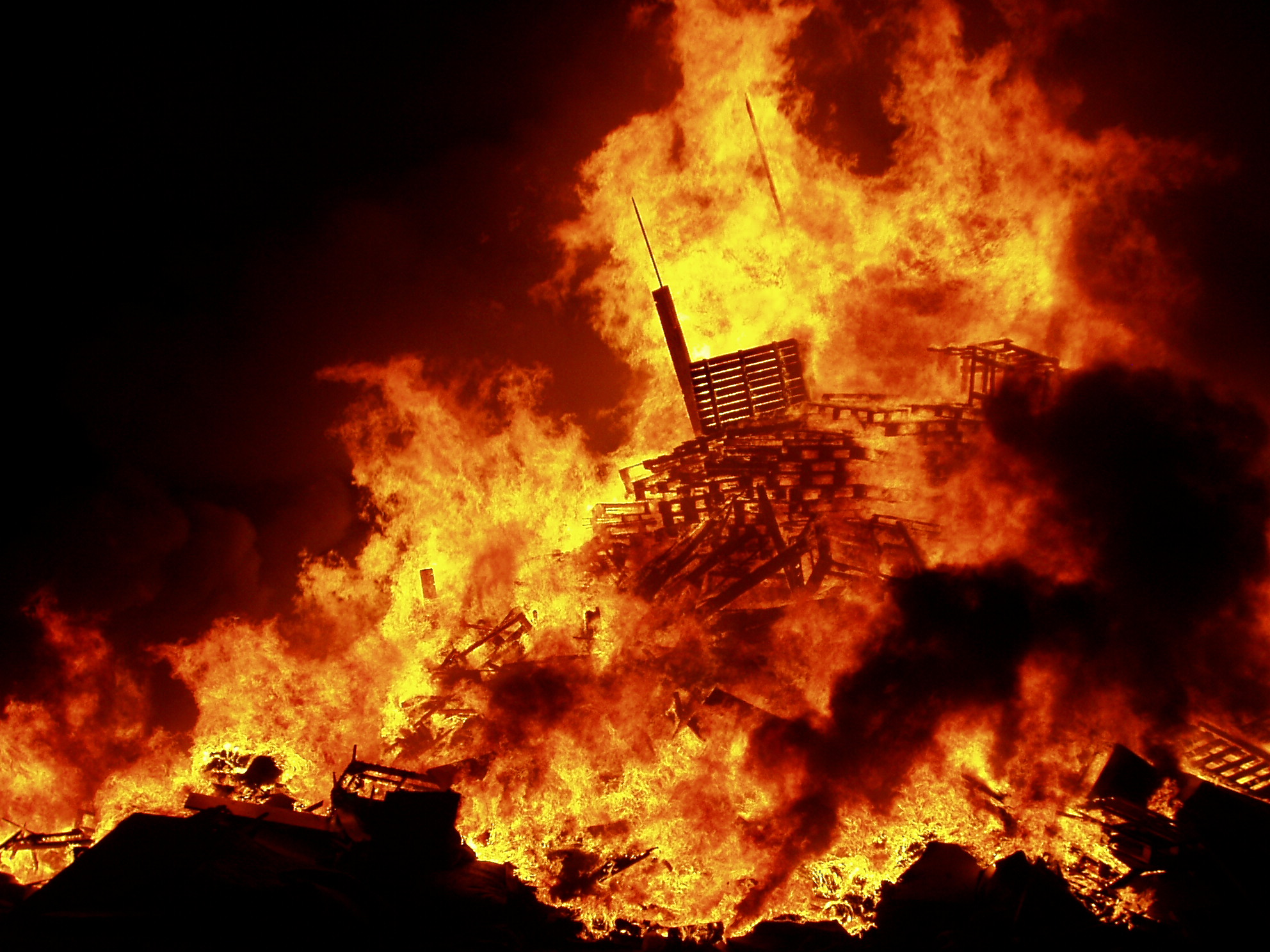
Hoření ohně Jedenácté noci v Belfastu, 2006

### Sektářství

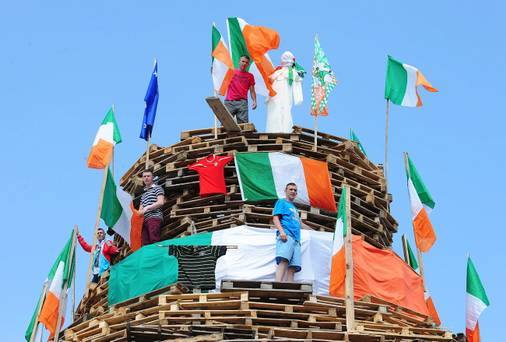
Oheň ozdobený irskými trikolórami bude spálen

Ohně jedenácté noci někdy zahrnují sektářské projevy. Na ohních se často pálí symboly irského nacionalismu (například irská trikolóra) a symboly katolicismu. Trikolóry na takových ohních mohou být potřeny sektářskými slogany, jako například „Zabijte všechny Taigy“ (KAT) nebo „Zabijte všechny Iry“ (KAI). Někdy se také pálí figuríny a plakáty irských nacionalistických volebních kandidátů, což bylo odsouzeno jako podněcování k nenávisti. V nedávné době byly na některých ohních spáleny symboly velké polské imigrantské komunity, což bylo v médiích odsouzeno jako „rasistické zastrašování“.
Během nepokojů používaly loajální polovojenské skupiny jako Ulster Defence Association (UDA) a Ulster Volunteer Force (UVF) ohně Jedenácté noci k demonstraci síly, při nichž maskovaní ozbrojenci stříleli salvy do vzduchu. Po konfliktu některé akce s ohni i nadále kontrolovali současní nebo bývalí loajální členové paramilitárních skupin. Zpráva z roku 2018 iniciovaná vládou, uvádí, že se jednalo o způsob, jakým paramilitární skupiny rozšiřovaly svou legitimitu a kontrolovaly aktivity komunity. V některých situacích pokusy úřadů o zásah do kontroverzních případů zapálení ohňů vyvolaly násilí ze strany paramilitantních skupin.

### Bezpečnost a škody na životním prostředí
Ohně Jedenácté noci vyvolávají obavy o zdraví a bezpečnost, stejně jako o životní prostředí. Ohně se často staví tak, aby byly co největší. Některé jsou postaveny v blízkosti domů a jiných budov, které musí hasiči zabednit a zalít vodou, aby je ochránili. V některých případech domy začaly hořet a ohně se zřítily v blízkosti skupin lidí a na silnice. Podle BBC stojí úklid a opravy silnic způsobené požáry veřejnou správu každý rok tisíce liber. Další problém spojený s touto tradicí je ekologický. V některých ohních se pálí pneumatiky, a to navzdory zákazům ze strany orgánů, jako je městská rada v Belfastu. Pneumatiky při spalování produkují mnoho toxických chemických sloučenin, a proto představují závažný zdravotní problém.
Mnoho používaných beden je obarveno modře nebo červeně, přičemž obsahují škodlivé látky jako sulfurylfluorid (označený jako „SF“) nebo methylbromid (označený jako „MB“). Společnosti, které je vyrábějí, varují lidi, aby je nespalovali kvůli uvolňovaným toxickým látkám, které mohou způsobit značné poškození plic, jater a ledvin.
Přestože existují zákony regulující nebezpečné ohně, úřady se obávají jejich vymáhání kvůli hrozbě násilí ze strany loajalistů. V červenci 2022 zemřel jeden ze stavitelů ohně po pádu z 25 metrů vysoké vatry v Larne.
V červenci 2025 vedl požár poblíž Westlink Road a Donegall Road v Belfastu k tomu, že státní policie (PSNI) oznámila závažný incident, protože se oheň nacházel poblíž elektrické rozvodny, která zásobuje elektřinou nemocnice Belfast City Hospital a Royal Victoria Hospital. Po konzultaci s různými skupinami policie uvedla, že nebude pomáhat městské radě v Belfastu s odstraněním ohně.

### Pokusy o řešení
Objevily se pokusy, aby byly ohně přístupnější pro rodiny s dětmi a šetrnější k životnímu prostředí. V Belfastu byla zřízena iniciativa Bonfire. Když se komunitní skupiny, které pořádají ohně, připojují k iniciativě, souhlasí s řadou podmínek. Musí být vytvořen „výbor pro ohniště“, shromažďování materiálu k pálení smí začít až 1. června, pálit lze pouze dřevo a na místě ohniště nesmí být vyvěšovány vlajky a emblémy polovojenských jednotek. V roce 2010 získaly skupiny, které se zdržely pálení nacionalistických vlajek nebo symbolů, dodatečné financování ve výši 100 liber.
V roce 2009 začala městská rada v Belfastu propagovat tzv. majáky jako ekologickou alternativu ohňů. Je to kovová klec ve tvaru pyramidy naplněná vrbovými štěpkami a postavená na pískovém podstavci, který chrání zem pod ní. Vrby znovu vyrostou do roka od pokácení, díky čemuž jsou ohně ekologičtější. Souhlasem s používáním majáků se obce kvalifikují na financování od městské rady Belfastu až do výše 1 500 liber na uspořádání pouliční slavnosti – pokud nebudou vyvěšovány vlajky polovojenských jednotek ani páleny pneumatiky. Některé loajalistické komunity v Belfastu začaly majáky používat. Mnoho dalších se však proti majáku staví a tvrdí, že porušují jejich tradici. V roce 2009 bylo v Belfastu na Jedenáctou noc rozsvíceno šest majáků, do roku 2024 se tento počet rozrostl na patnáct.